# Liste der Kulturgüter in Bas-Intyamon
Die Liste der Kulturgüter in Bas-Intyamon enthält alle Objekte in der Gemeinde Bas-Intyamon im Kanton Freiburg, die gemäss der Haager Konvention zum Schutz von Kulturgut bei bewaffneten Konflikten, dem Bundesgesetz vom 20. Juni 2014 über den Schutz der Kulturgüter bei bewaffneten Konflikten sowie der Verordnung vom 29. Oktober 2014 über den Schutz der Kulturgüter bei bewaffneten Konflikten unter Schutz stehen.
Objekte der Kategorie A sind im Gemeindegebiet nicht ausgewiesen, Objekte der Kategorie B sind vollständig in der Liste enthalten, Objekte der Kategorie C fehlen zurzeit (Stand: 1. Januar 2023).

## Kulturgüter
| Foto | | Objekt | Kat. | Typ | Standort                                                   | Beschreibung |
| ---- | --- | --- | ---- | --- | ---------------------------------------------------------- | ------------ |
| ja   | Datei hochladen · Wikidata zu Pfarrkirche Sainte-Marie-Madeleine (Q29687588)                            | Pfarrkirche Sainte-Marie-Madeleine / Église paroissiale Sainte-Marie-Madeleine KGS-Nr.: 02028 | B    | G   | Estavannens, Rue du Village-d'Enhaut 85 574189 / 157230    |              |
| ja   | Datei hochladen · Wikidata zu Kirche Notre-Dame-de-la-Nativité (Q29687603)                              | Kirche Notre-Dame-de-la-Nativité (Pfarrkirche seit 1947 unter dem Namen Saint-Nicolas-de-Flue) / Église Notre-Dame-de-la-Nativité (paroissiale depuis 1947 sous le vocable de Saint-Nicolas-de-Flue) KGS-Nr.: 12353 | B    | G   | Enney, Chemin de la Cure 6 572786 / 157302                 |              |
| ja   | Datei hochladen · Wikidata zu Kapelle Notre-Dame de Compassion, bekannt als Le Dâ (Q29687620)           | Kapelle Notre-Dame de Compassion, bekannt als Le Dâ / Chapelle Notre-Dame-de-Compassion, dite du Dâ KGS-Nr.: 12356                                                                                                  | B    | G   | Estavannens, Chemin de la Chapelle 21a 574490 / 156450     |              |
| ja   | Datei hochladen · Wikidata zu Kapelle Notre-Dame-Auxiliatrice, bekannt als die Rosa Kapelle (Q29687634) | Kapelle Notre-Dame-Auxiliatrice, bekannt als die rosa Kapelle / Chapelle Notre-Dame-Auxiliatrice dite chapelle rose KGS-Nr.: 12357                                                                                  | B    | G   | Villars-sous-Mont, Les Combes 83 571705 / 154723           |              |
| ja   | Datei hochladen · Wikidata zu Pfarrkirche Saint-Simon-et-Saint-Jude (Q29687649)                         | Pfarrkirche Saint-Simon-et-Saint-Jude / Église paroissiale Saint-Simon-et-Saint-Jude KGS-Nr.: 12358 | B    | G   | Villars-sous-Mont, Route de l'Intyamon 121 571681 / 154365 |              |